# Orontes IV.
Orontes IV. (bei Strabon Artanes, auch Jerwant) war ein Nachkomme Orontes’ III. und Sohn des Mithrobuzanes. Orontes war König der Sophene, eines hellenistisch geprägten westarmenischen Reiches. Um 93 v. Chr. wurde er von Tigranes II. von Großarmenien abgesetzt, jedoch nicht wie früher angenommen getötet. Er gründete mit Jerwandaschat eine neue Hauptstadt.